# Hero Fiennes-Tiffin
Hero Beauregard Fiennes-Tiffin, angleški filmski igralec, *6. november 1997.
Ena najvidnejših vlog je vloga v mladinskem fantazijskem filmu Harry Potter in Princ mešane krvi, kjer je igral Mrlakensteina pri enajstih letih.

## Družina
Hero Beauregard Fiennes-Tiffin se je rodil filmskima režiserjema Georgeu Tiffinu in Marthi Fiennes. Ima tudi brata in sestro, Titana in Mercy. Njegova strica po mamini strani, Joseph in Ralph Fiennes, sta tudi igralca: Ralph je igral Mrlakensteina od četrtega filma o Harryju Potterju.

## Kariera
Njegova prva vloga je bila vloga Spartaka v drami Bigga Than Ben (2008). David Yates, direktor filma Harry Potter in Princ mešane krvi, je dejal, da je Fiennes-Tiffin vlogo Marka Neelstina dobil zaradi navidez temnejšega temperamenta, zanikal pa je, da jo je dobil zaradi podobnosti s svojim stricem Ralphom Fiennesom. Opisal ga je kot zelo »osredotočenega in discipliniranega«. Igral je tudi v filmu After (2019), kjer je imel glavno vlogo poleg Josephine Langford.

## Filmografija
- Bigga Than Ben (2008) kot Spartak
- Harry Potter in Princ mešane krvi (2009) kot Mrlakenstein, star enajst let
- After (2019)